# Château de la Rivoire
Pour les articles homonymes, voir Rivoire.
Le château de la Rivoire est un château situé à Vanosc, en France.

## Localisation
Le château est situé sur la commune de Vanosc, dans le département français de l'Ardèche.

## Historique
L'ancien château du XIIIe siècle a été vendu au début du XVIIIe siècle par la famille de la Rivoire de la Tourette à une famille Pichon, qui a pris ensuite le nom de Pichon de la Rivoire. C'est cette famille qui l'a fait reconstruire peu après l'avoir acquis.
L'édifice est inscrit au titre des monuments historiques en 2001.

## Description
Le château est inspiré des bastides aixoises et les folies d'Île-de-France.